# Basiprionota multiplagiata
Basiprionota multiplagiata là một loài bọ cánh cứng trong họ Chrysomelidae. Loài này được Wagener miêu tả khoa học năm 1881.